# Matranga-Familie
Die Matranga-Familie (New Orleans Crime Family) war eine italo-amerikanische Mafiafamilie der amerikanischen Cosa Nostra mit Hauptsitz in New Orleans (Louisiana). Es ist das wohl älteste Mafia-Syndikat in den Vereinigten Staaten, dessen kriminelle Aktivitäten bis in das späte 19. Jahrhundert zurück reichen. Seit dem Jahr 2006 gilt die Familie als inaktiv.

## Geschichte

### Kampf der Agnellos
Der im Jahr 1860 aus Palermo (Sizilien) ausgewanderte Mafioso Raffaele Agnello wurde Mitte der 1860er Jahre Unterweltboss im sogenannten „Little Palermo“ von New Orleans. Seine Bande von Palermitanern geriet in einen Konflikt mit einer Gruppierung von Immigranten aus Messina, die die Unterstützung einer lokalen Bande genoss, die von Joseph P. Macheca angeführt wurde. Nach einer bitteren und blutigen Fehde schien Agnello seine Konkurrenten besiegt zu haben. Allerdings wurde er im Jahr 1869 überfallen und ermordet.
Sein jüngerer Bruder Joseph Agnello übernahm die Führung der Palermo-Bande und kämpfte weiter gegen die Unterwelt-Rivalen. Im April 1872 wurde er ermordet. Joseph Macheca übernahm nun die führende Rolle in der italienischen Unterwelt von New Orleans.

### Aufstieg von Matranga
Als der sizilianische Bandit Giuseppi „Vincenzo Randazo“ Esposito nach einer Lösegelderpressung von der sizilianischen Polizei gejagt wurde, nach Frankreich und später in die Vereinigten Staaten floh, ging er nach seinem gescheiterten Versuch, in der irisch- und jüdisch dominierten Unterwelt von New York City Fuß zu fassen, Ende der 1870er Jahre nach New Orleans und wurde Teil von Machecas Organisation. Er änderte seinen Namen in Vincenzo Randazo, wurde zu einer führenden Figur in New Orleans Unterwelt und sein Leutnant Joseph „Joe“ Provenzano begann die Docks zu kontrollieren. Im Juli 1881 wurde Esposito jedoch wegen Mordes, versuchten Mordes und Raubes angeklagt und wieder nach Italien ausgewiesen.
Nach der Abschiebung von Esposito zerfiel die Organisation in zwei Fraktionen. Eine wurde von Macheca, seinem Leutnant Charles Matranga und dessen Bruder Antonino Matranga angeführt. Die andere Fraktion wurde von Joseph Provenzano geleitet. 1888 brach ein Krieg zwischen den beiden Gruppen aus. Der örtliche Polizeichef David Hennesey unterstützte die Provenzano Fraktion, woraufhin ein Trupp von Matrangas Männern einen Mordanschlag auf Hennesey verübten; er lebte jedoch lange genug, um die Namen seiner Angreifer preiszugeben. Joseph Macheca, Carlo Matranga und weitere wurden wegen des Mordes an Hennesey verhaftet, aber von insgesamt neunzehn Angeklagten wurden sechzehn freigesprochen. Das Volk war wütend darüber, dass die "verbrecherischen Italiener" mit diesem Mord davonkommen sollten und stürmte am 14. März 1891 das Gefängnis. Joseph Macheca wurde von der Menge zusammen mit weiteren gelyncht und ermordet. Diese Geschehnisse wurden 1999 in Vendetta – Die Gangs von New Orleans verfilmt. Matranga, der mutmaßliche Auftraggeber, blieb unversehrt.
Charles Matrangas Organisation war mit Mafiaorganisationen in Florida und Südkalifornien vernetzt. Eine Matranga-Dependance war in der Gegend von Los Angeles ansässig und verlegte ihre Aktivitäten später nach San Diego. Im Jahr 1922 ging Matranga in den Ruhestand.

### 1922–1944
Wer nach Matrangas Rücktritt tatsächlich die Führung übernahm, ist bis heute nicht klar. Verschieden Quellen kann man entnehmen, dass der im Jahr 1904 aus Terrasini (Sizilien) ausgewanderte Sylvestro „Sam“ Carolla von 1922 bis 1947 die Führung übernahm. Andere Quellen besagen, dass Corrado Giacona von 1922 bis zu seinem Tod im Jahr 1944 das Oberhaupt der Familie war, danach die Führung für sechs Monate, bis zu dessen Tod, auf Underboss Frank Todaro überging und Carolla im Anschluss für drei Jahre das Oberhaupt gewesen sei, bis er 1947 nach Italien ausgewiesen wurde.
Carolla soll mit der Übernahme von Matrangas kleineren Schmuggel-Operationen Krieg gegen rivalisierende Schmuggler geführt und im Dezember des Jahres 1930 mit der Ermordung des rivalisierenden Schmuggelkönigs William Bailey die volle Kontrolle über das Schmuggelgeschäft in New Orleans übernommen haben. In New Orleans erlangte er beträchtlichen politischen Einfluss und soll laut Gerüchten seine Verbindungen genutzt haben als Al Capone, der Boss des Chicago Outfit, im Jahr 1929 Carolla dazu zwingen wollte, seine Organisation mit importiertem Alkohol zu versorgen und somit der rivalisierenden Organisation von Giuseppe Aiello aus Chicago zu schaden. Als Capone zu einem Treffen in einem Bahnhof von New Orleans eintraf, soll Carolla drei eingeweihten Polizeibeamten befohlen haben, Capones Leibwächter zu entwaffnen und ihnen die Finger zu brechen, was Capone dazu gezwungen haben soll, nach Chicago zurückzukehren und künftig keine Ansprüche mehr geltend zu machen.
Im Jahr 1930 wurde Carolla, in Verbindung mit der Ermordung eines Bundes-Drogen-Agenten während eines Undercovereinsatzes bei einem Drogendeal, verhaftet. Trotz mehrerer Zeugenaussagen Polizisten, die bestätigten, dass Carolla zur Zeit des Mordes in New York war, wurde er zu zwei Jahren Gefängnis verurteilt. Einige Monate nach seiner Entlassung im Jahr 1934, waren Carolla und Carlos Marcello, zusammen mit dem New Yorker Mobster Frank Costello von der Luciano-Familie, dessen New Orleans-Repräsentant Phillip „Dandy Phil“ Kastel und Huey Long, dem Senator von Louisiana, in Glücksspiel-Operationen, vor allem mit Spielautomaten verstrickt.
Carolla wurde im Jahr 1938 wegen einer Anklage in Verbindung mit einem Drogendelikt, für zwei Jahre im Bundesgefängnis von Atlanta inhaftiert und sollte anschließend wieder nach Italien ausgewiesen werden. Seine Deportation verzögerte sich jedoch durch den US-Einstieg in den Zweiten Weltkrieg und so leitete er in den nächsten Jahren weiterhin die Organisation als Oberhaupt der Familie, bis er dann im Jahr 1947 abgeschoben wurde.

### Marcello-Regime
Frank Todaros Schwager Carlos Marcello konnte sich dank seiner Fähigkeiten beim Schmieren und Geldeintreiben mit der Unterstützung von Frank Costello, bei einer Mafia-Konferenz gegen den Anspruch auf die Leitung durch Carollas Sohn, Anthony Carolla, als neues Oberhaupt der Familie durchsetzen.
Marcello kontrollierte u. a. die Vollstreckungsbehörde und die politische Maschinerie im Kreis Jefferson (Louisiana) und gewann im Jahr 1948 mit Joseph Poretto die Kontrolle über Southern News and Publishing Co, dem größten Rennsport-Informationsdienst. In den frühen 1950er Jahren weitete er seine Geschäfte bis nach Dallas (Texas) aus und wurde enger Partner von Jack Ruby. Marcello schöpfte auftragsgemäß die Kasinos in New Orleans ab. Später – als die Mobster in Las Vegas aktiv wurden – tat er das auch dort und später war seine Durchsetzungskraft auch in Florida bei einigen Immobiliengeschäften gefragt. Normalerweise übten die Fünf Familien und das Chicago Outfit einen dominierenden Einfluss auf die kleineren Familien im Rest der Vereinigten Staaten aus. Marcello gehörte offenbar zu der Sorte lokaler Bosse, die sich davon frei machen konnten.
Trotz einiger grausamer Mordfälle, in die Marcello verwickelt gewesen sein soll, wurde er nie verurteilt. Erst im Jahr 1981 gelang es, Marcello etwas nachzuweisen, als er und weitere Personen u. a. wegen Bestechung angeklagt wurden. Marcello wurde zu einer langjährigen Haftstrafe verurteilt, die er in der Federal Correctional Institution, Texarkana absaß und sein jüngerer Bruder Joseph Marcello, Jr. wurde während seiner Inhaftierung zum amtierenden Boss ernannt. Im Frühjahr 1989 erlitt Marcello eine Reihe von Herzanfällen und er wurde vorzeitig entlassen und ging in den Ruhestand und auch Marcello, Jr. trat daraufhin als Underboss zurück.

### Der Untergang
Anthony Carolla übernahm fortan die Leitung der Organisation und ernannte „Fat Frank“ Gagliano zu seinem Underboss. Beide wurden im Jahr 1994 zusammen mit Marcello, Jr., Fat Franks Sohn Joseph Gagliano und dem Familien-Capo Sebastian Salvatore angeklagt, in Zusammenarbeit mit der Gambino-Familie aus New York City, in einen Betrugsfall mit der "Worldwide Gaming of Louisiana, Inc" und der "Louisiana Route Operators, Inc." verwickelt gewesen zu sein und wurden innerhalb eines Jahres für schuldig befunden und inhaftiert.
Seit dem Jahr 2006 gilt die Familie als inaktiv. Es wird behauptet, dass sie heute nur noch eine Clique von verbrecherischen Italienern ohne feste Führung seien, andere meinen, dass Joseph F. Gagliano der neue Boss der Familie sei und sie sich verstärkt in den Untergrund zurückgezogen habe.

## Historische Führung

### Oberhaupt der Familie
Nicht immer ist das Oberhaupt einer Familie so eindeutig zu identifizieren; insbesondere, wenn durch eine Haftstrafe ein anderes Familienmitglied in den Vordergrund rückt. Die Betrachtung von außen macht es nicht immer einfach, ein neues Oberhaupt als solches zu erkennen bzw. dessen genaue Amtszeit festzustellen. Außerdem scheint sich gewissermaßen ein Präsidialsystem durchzusetzen; d. h. das Oberhaupt verlagert seine Macht mehr auf einen sogenannten „acting boss“ und/oder „street boss“, die ihrerseits wiederum das Oberhaupt als solches weiter anerkennen, auch wenn es zum Beispiel in Haft sitzen sollte.
| Zeitraum  | Name                                      | Spitzname           | Lebenszeit | Todesursache               | Anmerkung                                             |
| --------- | ----------------------------------------- | ------------------- | ---------- | -------------------------- | ----------------------------------------------------- |
| 1865–1869 | Raffaele Agnello                          |                     | 1829–1869  | am 1. April 1869 ermordet  |                                                       |
| 1869–1872 | Joseph Agnello                            | Peppino             | 1833–1872  | am 20. April 1872 ermordet |                                                       |
| 1872–1891 | Joseph Peter Macheca                      | J.P.                | 1843–1891  | am 14. März 1891 gelyncht  |                                                       |
| 1891–1922 | Charles Matranga                          | Millionaire Charlie | 1857–1943  | natürlicher Tod            | zurückgetreten                                        |
| 1922–1944 | Corrado Giacona                           |                     | 1877–1944  | natürlicher Tod            |                                                       |
| 1944–1944 | Frank Todaro                              |                     | 1889–1944  | natürlicher Tod            |                                                       |
| 1944–1947 | Sylvestro Carolla/Carollo                 | Silver Dollar Sam   | 1896–1972  | natürlicher Tod            | 1932–1934 und 1938–1940 inhaftiert / 1947 ausgewiesen |
| 1947–1990 | Carlos Marcello (geb.: Calogero Minacori) | The Little Man      | 1910–1993  | natürlicher Tod            | 1983–1989 inhaftiert                                  |
| 1990–2007 | Anthony S. Carolla/Carollo                |                     | 1923–2007  | natürlicher Tod            |                                                       |

Acting Boss
- 1983–1990: Joseph Paul Marcello, Jr.

### Underboss der Familie
Der Underboss ist die Nummer zwei in der Verbrecher-Familie, er ist der stellvertretende Direktor des Syndikats. Er sammelt Informationen für den Boss, gibt Befehle und Instruktionen an die Untergebenen weiter. In Abwesenheit des Bosses führt er die Organisation an.
| Zeitraum  | Name                      | Spitzname | Lebenszeit | Todesursache    | Anmerkung                         |
| --------- | ------------------------- | --------- | ---------- | --------------- | --------------------------------- |
| 1922–1944 | Frank Todaro              |           | 1889–1944  | natürlicher Tod | wurde 1944 Boss                   |
| 1944–1953 | Joseph Poretto            | Joe       | 1906–1983  |                 | zurückgetreten                    |
| 1953–1990 | Joseph Paul Marcello, Jr. |           | 1924–1999  | natürlicher Tod | wurde 1983 zeitgleich Acting Boss |
| 1990–2006 | Frank J. Gagliano         | Fat Frank | 1930–2006  | natürlicher Tod |                                   |

## Im Film
- 1999: Vendetta – Das Gesetz der Gewalt: Joseph Macheca wird von Joaquim de Almeida, Charles Matranga wird von Gerry Mendicino und Joseph Provenzano wird von Richard Libertini gespielt.